# Görmin
Görmin là một đô thị thuộc huyện Vorpommern-Greifswald (trước thuộc Demmin), bang Mecklenburg-Vorpommern, Đức. Đô thị Görmin có diện tích 35,01 km², dân số thời điểm ngày 31 tháng 12 năm 2006 là 1009 người.